# Agnese Virgillito
Agnese Virgillito (Paternò, 6 gennaio 1977) è una giornalista e scrittrice italiana.

## Biografia
Figlia di Pippo Virgillito e Liliana Trombetta, si laurea in Scienze della Comunicazione (indirizzo Editing) presso la Facoltà di Lettere e Filosofia dell'Università di Catania. Successivamente consegue un master in Giornalismo Radiotelevisivo a Roma. Si laurea, inoltre, in Giurisprudenza presso l'Università Telamatica Pegaso e consegue un master in Criminologia a Napoli.
Diventa giornalista professionista dopo aver collaborato con le emittenti televisive: Video Star e TirrenoSat, dove è stata caporedattrice e conduttrice di Tg e programmi di attualità, politica e di carattere socio-culturale. Scrive, dal 2000, per il quotidiano nazionale La Sicilia nelle pagine di cronaca nera e giudiziaria; il suo esordio nella carta stampata lo deve al periodico La Gazzetta dell'Etna.
Nel 2014 debutta a Mediaset - dove è attiva come inviata - per Pomeriggio Cinque e per Mattino 5, su Canale 5; per Stasera Italia, su Rete 4. Ha collaborato anche per i programmi: Quarto Grado, Il Labirinto, Top Secret, Domenica Live, La strada dei miracoli, Dalla vostra parte. Per La7 ha collaborato come inviata per il programma Linea gialla.
Ha scritto il libro noir “L’alone della luna. Cronaca di una lucida follia” (Edizioni Greco, 2007), sulla strage del 2 maggio 2003 ad Aci Castello. Per questa pubblicazione, il comune rivierasco (nel 2013) le ha assegnato il riconoscimento che ha preso lo stesso nome dell’opera letteraria: “L’alone della luna”. Ha ricevuto, inoltre, a Catania (nel 2014) il premio letterario per la sezione giornalismo “Tito Mascali”, ed a Paternò (nel 2018) il premio alla cultura “Einaudi. Torre d’argento”.
Appassionata di mafia, ha firmato l'inchiesta: “Inside Bicocca”, viaggio all'interno del carcere di massima sicurezza di Catania. Ha curato, inoltre, il reportage “Inside Ris”, sul lavoro dei Carabinieri del Reparto investigazioni scientifiche di Messina; specializzata di cold case, si occupa quotidianamente di fatti di cronaca. Con le sue inchieste ha contribuito spesso a far riaprire casi, come quello di Valentina Salamone; ha seguito e approfondito l'omicidio di Eligia Ardita e del piccolo Lorys Andrea Stival.